# Barbara Sanguszko
Barbara Sanguszko, död 1791, var en adlig polsk magnat. 
Hon skrev poesi och moraliska skrifter och gjorde översättningar. Hon öppnade 1763 en litterär salong som blev en samlingspunkt för artister och deras mecenater. 